# European Open
European Open var en professionell rankingturnering i snooker mellan åren 1989-1997 och 2001-2004. Före 1989 hade det inte spelats några rankingturneringar utanför Storbritannien, men Biljard- och snookerförbundet tyckte att sporten behövde spridas, och instiftade därför European Open.
Turneringen försvann efter 1997, men de följande säsongerna spelades det ändå rankingturneringar utanför Storbritannien: German Open, Irish Open och Malta Grand Prix. År 2001 återuppstod European Open, och den spelades under detta namn under tre säsonger, innan den bytte namn till Malta Cup.
Efter säsongen 2006/2007 och fram till säsongen 2009/2010 spelades det inte någon rankingturnering alls i Europa utanför Storbritannien, men år 2011 återkom German Masters i kalendern.

## Vinnare
| År                  | Plats             | Vinnare           | Motståndare         | Resultat          | Säsong            |
| ICI European Open   | ICI European Open | ICI European Open | ICI European Open   | ICI European Open | ICI European Open |
| ------------------- | ----------------- | ----------------- | ------------------- | ----------------- | ----------------- |
| 1989                | Deauville         | John Parrott      | Terry Griffiths     | 9 - 8             | 1988/89           |
| European Open       |                   |                   |                     |                   |                   |
| 1990                | Lyon              | John Parrott      | Stephen Hendry      | 10 - 6            | 1989/90           |
| Tulip European Open |                   |                   |                     |                   |                   |
| 1991                | Rotterdam         | Tony Jones        | Mark Johnston-Allen | 9 - 7             | 1990/91           |
| Europen Open        |                   |                   |                     |                   |                   |
| 1992                | Tongeren          | Jimmy White       | Mark Johnston-Allen | 9 - 3             | 1991/92           |
| Humo European Open  |                   |                   |                     |                   |                   |
| 1993                | Antwerpen         | Steve Davis       | Stephen Hendry      | 10 - 4            | 1992/93           |
| 1993                | Antwerpen         | Stephen Hendry    | Ronnie O'Sullivan   | 9 - 5             | 1993/94           |
| 1994                | Antwerpen         | Stephen Hendry    | John Parrott        | 9 - 3             | 1994/95           |
| European Open       |                   |                   |                     |                   |                   |
| 1996                | Valletta          | John Parrott      | Peter Ebdon         | 9 - 7             | 1995/96           |
| 1997                | Valletta          | John Higgins      | John Parrott        | 9 - 5             | 1996/97           |
| 2001                | Valletta          | Stephen Hendry    | Joe Perry           | 9 - 2             | 2001/02           |
| 2003                | Torquay           | Ronnie O'Sullivan | Stephen Hendry      | 9 - 6             | 2002/03           |
| 2004                | Portomaso         | Stephen Maguire   | Jimmy White         | 9 - 3             | 2003/04           |